# ジェフリー (自動車)

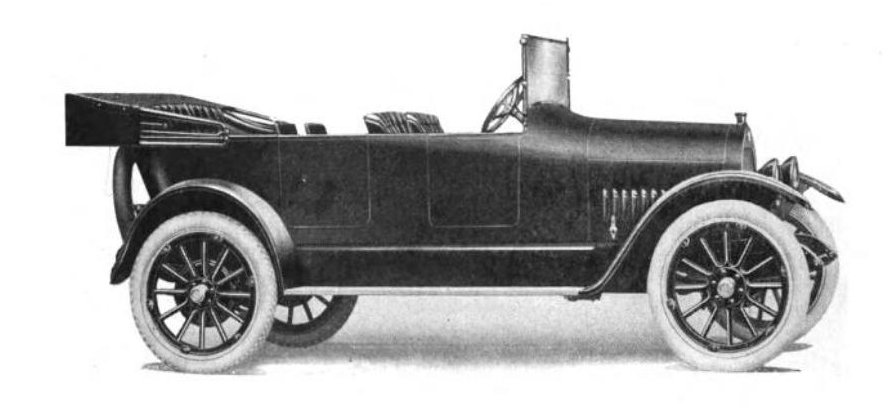
1916 ジェフリー

ジェフリー(Jeffery)ブランドの自動車はウィスコンシン州ケノーシャに工場を置いていたトマス・B・ジェフリー・カンパニーが製造した。

## 歴史
チャールズ・T・ジェフリーとトマス・B・ジェフリーが創業したトマス・B・ジェフリー・カンパニーでは1902年から1913年までランブラー(Rambler)という名前で自動車を販売した。創業者トマス・ジェフリーは1910年に亡くなり、息子のチャールズが事業を継いだ。チャールズは創業者である父を称え、1915年にランブラーをジェフリーと変更した。1917年には前ゼネラルモーターズ社長チャールズ・ナッシュに会社を売却し、ナッシュはナッシュモーターズを創業した。ナッシュモーターズはナッシュ＝ケルビネーターコーポレーションを経て、1954年には合併でアメリカンモーターズコーポレーション(AMC)となり、最終的に1987年にクライスラーに買収されてジープ＝イーグル部門となった。

## 製品
ジェフリーは1898年に最初のランブラー(Rambler)を作ったがこれは販売されなかった。
1904年式L型ランブラー(Model L Rambler)は大型ツーリングカーでトノーを備え、5人乗車、販売価格US$1,350だった。水冷水平対向直列2気筒エンジンを車両中央に置いたミッドマウント。出力14 hp (10.4 kW)、2速トランスミッション、アングル鋼(形鋼)フレーム、車両重量1900ポンド。
1904年式K型ランブラー(Model K Rambler)は小型ツーリングカーで、4人乗車、トノー付$1,200、トノーなし$1,100、エンジンはL型同様にミッドマウント、車両重量1500ポンド。

## 参照
- Frank Leslie's Popular Monthly (January, 1904)